# 千秋季隆
千秋 季隆（せんしゅう すえたか、1875年（明治8年）10月10日 - 1941年（昭和16年）5月12日）は、日本の政治家・教育者。位階は従四位。爵位は男爵。貴族院男爵議員。

## 経歴
愛知県愛知郡熱田（現名古屋市熱田区）で熱田神宮大宮司・千秋季福の二男として生まれる。兄・季美の死去に伴い、1877年（明治10年）5月30日に家督を相続。1884年（明治17年）7月8日、男爵を叙爵した。
1900年（明治33年）東京帝国大学文科大学国文学科を卒業。國學院講師、早稲田大学講師を経て、学習院教授となる。
その他、東京帝国大学附属図書館図書目録編纂嘱託、宗教制度調査会委員、神社制度調査会委員、神祇院参与、皇典講究所理事などを務めた。また、実業界では、尾三銀行重役、尾張貯蓄銀行重役、金剛山電気鉄道監査役を歴任した。
1904年（明治37年）7月10日、貴族院男爵議員に選出され、公正会に所属して活動し、死去するまで在任した。
1941年（昭和16年）5月12日に死去。65歳没。

## 栄典
位階
- 1908年（明治41年）12月26日 - 従四位[9]

勲章等
- 1940年（昭和15年）8月15日 - 紀元二千六百年祝典記念章[10]

## 著作
編著
- 赤堀又次郎との共編『平家物語 : 国文綱要』東京専門学校出版部、1901年。
- 岡田正美との共編『奈良時代文範 上巻』大日本図書、1906年。

## 親族
- 先妻：千秋成子（なるこ、阿野実允二女）[1]
- 後妻：千秋ハン（今泉勇次郎二女、野田辰五郎養女）[1]
  - 女子：高丘美喜子（高丘和季夫人）[1] - 子に高丘季昭
  - 養子：千秋季孝（男爵、北河原公海二男）[1]
  - 養孫：千秋季頼